# 灰姑娘效應
灰姑娘效应（英語：Cinderella effect）是一个演化心理学术语，指继子或继女受到其继父母虐打、性虐待、忽视、谋杀等其他虐待的比率明显高于亲生父母親子關係的現象。灰姑娘效应一词来源于童话《灰姑娘》，在故事中灰姑娘受到了其继母和继姐们的残酷虐待。

## 背景
1970年代早期，繼父母與虐待兒童之間關係的理論就已經出現。 法醫精神病學家P. D. Scott發佈了與憤怒有關的「致命嬰兒病例」樣本資訊，其中29名兇手中有15名是繼父，佔52%。雖然最初並沒有針對這些原始數據進行分析，但已有來自官方記錄、報告和人口普查所收集的數據證實存在所謂的灰姑娘效應。
至今多年來收集了許多關於灰姑娘效應有效性的數據，大量證據表明繼親關係和虐待存在直接關聯。這些證據包含了各種關於兒童虐待和兇殺案的官方報告、臨床數據、受害者報告和官方殺人數據。研究並得出的結論：「加拿大、英國和美國的繼子女確實較高機率的暴露在各種兒童虐待的風險中，特別是致命的毆打。」
支持灰姑娘效應的有力證據指出：當虐待傾向的父母同時擁有繼親和血親兒童時，他們通常會將血親兒童與繼親兒童分開。在這樣家庭的一項研究中發現10次中的9次裡，虐待目標為繼親兒童；而在另一次相同的研究中則記錄到了22次中的19次。除了對繼子女有更高的機率表現出如虐待之類的負面行為之外，繼父母對繼子女的正向行為比遺傳上的父母更少。舉例來說，繼父母平均而言在教育方面對繼子女的投資、與繼子女一起玩耍、帶繼子女去看醫生等的行為較少。
與一般虐待行為的人口統計來看，這類因繼子女歧視所造成的虐待是非常不同的，因為：（1）一般發現兒童遭受虐待時，家中所有兒童通常也都會成為受害者，但繼子女卻常被與親子女分開；（2）而繼子女幾乎總是家裡最年長的孩子，但一般家庭中出現的虐待事件較常發現在最年輕的孩子身上。